# Chengshan (köpinghuvudort i Kina, Shandong Sheng, lat 37,37, long 122,55)
Chengshan (kinesiska: 成山, 成山镇) är en köpinghuvudort i Kina. Den ligger i provinsen Shandong, i den östra delen av landet, omkring 500 kilometer öster om provinshuvudstaden Jinan. Antalet invånare är 43 267. Befolkningen består av 21 666 kvinnor och 21 601 män. Barn under 15 år utgör 10,0 %, vuxna 15-64 år 76 %, och äldre över 65 år 13,0 %.
Chengshan är det största samhället i trakten. 
Genomsnittlig årsnederbörd är 809 millimeter. Den regnigaste månaden är juli, med i genomsnitt 224 mm nederbörd, och den torraste är februari, med 16 mm nederbörd.